# Цвингенберг (Баден)
Цвингенберг (њем. Zwingenberg) општина је у њемачкој савезној држави Баден-Виртемберг. Једно је од 27 општинских средишта округа Некар-Оденвалд. Према процјени из 2010. у општини је живјело 698 становника. Посједује регионалну шифру (AGS) 8225113.

## Географски и демографски подаци
Цвингенберг се налази у савезној држави Баден-Виртемберг у округу Некар-Оденвалд. Општина се налази на надморској висини од 148 метара. Површина општине износи 4,7 km². У самом мјесту је, према процјени из 2010. године, живјело 698 становника. Просјечна густина становништва износи 149 становника/km².